# Сігарьова Діна Дмитрівна
Діна Дмитрівна Сігарьова (6 серпня 1937) — українська вчена у галузях зоології, паразитології та захисту рослин, фахівець з нематод рослин, член-кореспондент НААН, професор, доктор біологічних наук, заслужений діяч науки і техніки України. Авторка близько 300 наукових праць, зокрема 6 монографій і довідників.

## Біографія
У 1959 році закінчила біологічний факультет Харківського університету. Протягом 1966—1969 років навчалася в аспірантурі в Інституті зоології АН УРСР під керівництвом видатного паразитолога академіка О. П. Маркевича. У 1970 році захистила кандидатську дисертацію на тему «Фауна фитонематод льна и роль предшествующих культур в ее формировании». До 1973 року працювала молодшим науковим співробітником Інституту зоології. Згодом перейшла в Інститут цукрових буряків, де працювала протягом 1974—1991 років. 1988 року захистила докторську дисертацію на тему «Паразитические нематоды основных культур полевых свекловичных севооборотов Лесостепи Украины». У 1991 році очолила новостворену лабораторію нематології в Інституті захисту рослин, де відтоді працює. Тривалий час входила до складу спеціалізованої вченої ради Інституту зоології НАН України.